# Высокое (село, Унечский район)
Высокое — село в Унечском районе Брянской области, административный центр Высокского сельского поселения.

## География
Находится в центральной части Брянской области на расстоянии приблизительно 18 км на восток-юго-восток по прямой от вокзала железнодорожной станции Унеча.

## История
Впервые упоминалось в первой половине XVII века как владение шляхтича Мокрицкого. Со второй половине XVII века частично в подчинении стародубского магистрата. В XVII—XVIII веках входило в 1-ю полковую сотню Стародубского полка. 
По данным переписи 1723 года в селе размещалось 13 казачьих дворов и два двора кресьтянских, под владением магистра. По истичению столетия, в селе насчитывалось уже 23 казачьих двора и 2 двора крестьян, принадлежавшим судьям Стародубского полка.
До 1944 действовала Покровская церковь (не сохранилась). В середине XX века работал колхоз «Новая жизнь». В 1859 году здесь (село Мглинского уезда Черниговской губернии) учтено было 74 двора, в 1892—118.

## Жители
Численность Жителей: 551 человек (1859 год), 873 (1892), 419 человек (русские 97 %) в 2002 году, 376 в 2010.